# Dezintegrarea persistenței memoriei
Dezintegrarea persistenței memoriei (în spaniolă La Desintegración de la Persistencia de la Memoria) este o pictură în ulei pe pânză realizată de pictorul suprarealist spaniol Salvador Dalí. Este o recreare din 1954 a celebrei lucrări din 1931 a artistului, Persistența memoriei, și măsoară doar 25,4 × 33 cm. Inițial a fost cunoscută drept Cromozomul unui ochi de pește foarte colorat care începe dezintegrarea armonioasă a persistenței memoriei și a fost expusă pentru prima dată la Galeria Carstairs din New York în 1954.

## Descriere
În această versiune, peisajul din lucrarea originală a fost inundat cu apă. Dezintegrarea înfățișează ceea ce se întâmplă atât deasupra, cât și sub suprafața apei. Peisajul din Cadaqués plutește acum deasupra apei. Planul și blocul din lucrarea originală sunt acum împărțite în forme asemănătoare cărămizilor care plutesc unele în raport cu altele, fără ca nimic să le lege. Acestea reprezintă descompunerea materiei în atomi, o revelație în epoca mecanicii cuantice. În spatele cărămizilor, coarnele care se îndepărtează prezentate în depărtare simbolizează rachete atomice, subliniind că, în ciuda ordinii cosmice, omenirea își poate provoca propria distrugere. Măslinul mort de care atârnă ceasul moale a început, de asemenea, să se destrame. Limbile ceasurilor plutesc deasupra cadranelor lor, iar mai multe obiecte conice plutesc în formații paralele care înconjoară ceasurile. A fost adăugat un al patrulea ceas care se topește. Chipul uman distorsionat din tabloul original începe să se transforme într-un alt pește ciudat care plutește deasupra sa. Pentru Dalí, însă, peștele era un simbol al vieții.

## Context
Dalí a fost foarte interesat de fizica nucleară de la primele explozii ale bombei atomice din august 1945 și a descris atomul ca fiind „hrana sa preferată pentru gândire”. Recunoscând că materia era alcătuită din atomi care nu se atingeau între ei, a căutat să reproducă acest lucru în arta sa de la acea vreme, cu obiecte suspendate și care nu intrau în contact unele cu altele, cum ar fi în Madonna din Port Lligat.  Pentru Dalí, această imagine era simbolică pentru fizică nouă – lumea cuantică, care există atât sub formă de particule, cât și de unde. Imaginile din originalul Persistența memoriei pot fi citite ca o reprezentare a teoriei relativității a lui Einstein (deși Dalí însuși a negat legătura cu teoria), simbolizând relativitatea timpului și a spațiului. În această nouă lucrare, mecanica cuantică este simbolizată prin „digitizarea” vechii imagini.
Dalí a simbolizat și a marcat pierderea interesului său pentru suprarealism cu Dezintegrarea persistenței memoriei, deoarece interesul său pentru fizica nucleară și religie l-a condus în altă parte.
Pictura este în prezent deținută de Muzeul Salvador Dalí din St. Petersburg, Florida, SUA. A fost transportat și expus la Galeria Națională Victoria din Melbourne în 2009, împreună cu multe alte picturi Dalí din expoziția Liquid Desire.